# Walery Łoziński

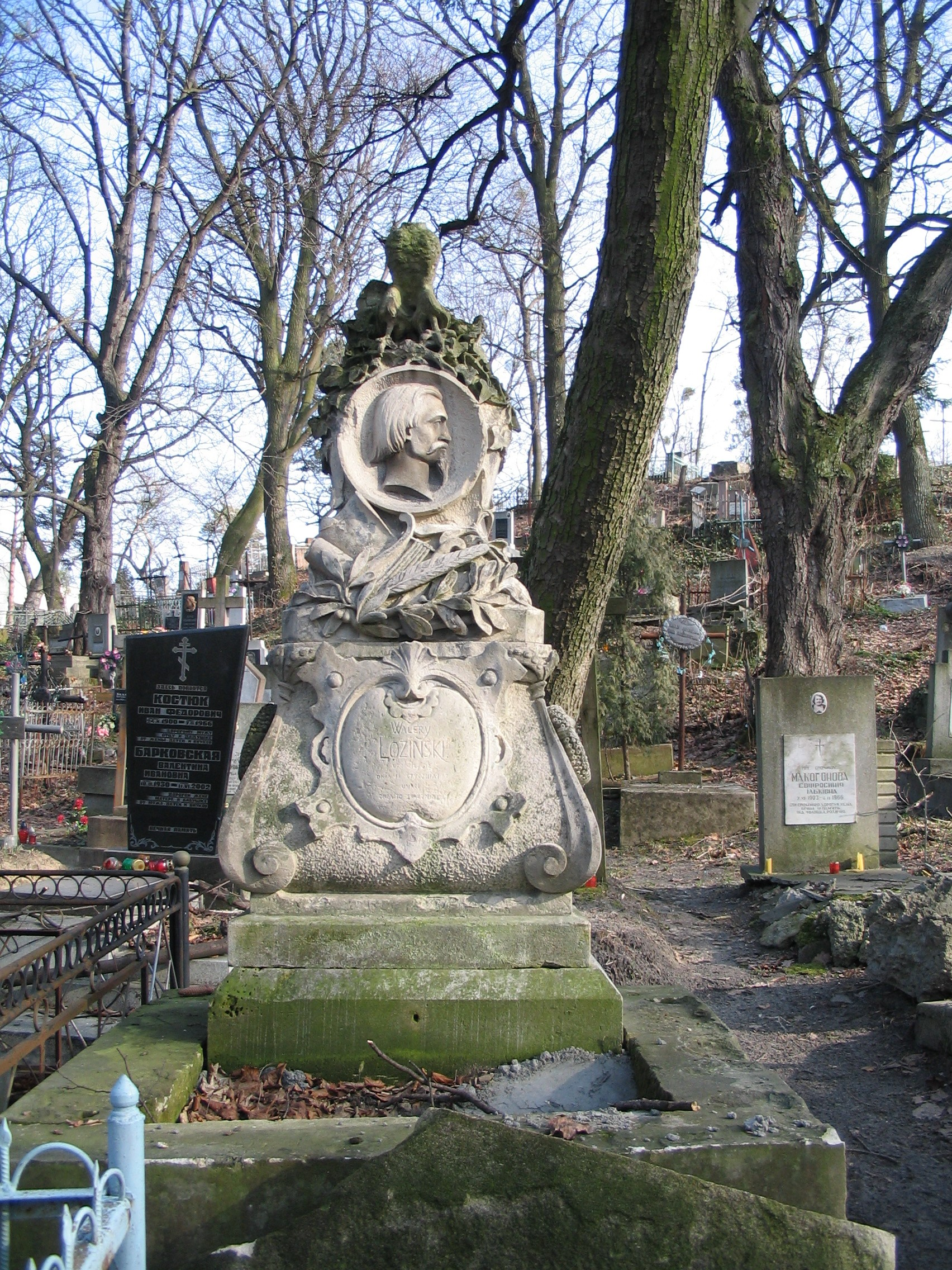
Grabmal von Walery Łoziński

Walery Łoziński  (* 15. Januar 1837 in Mikołajów; † 30. Januar 1861 in Lemberg, beides Galizien, heute in der Ukraine) war ein polnischer Schriftsteller.

## Leben
Walery Łoziński stammte aus einer verarmten Familie des polnischen Landadels (Szlachta). Sein Vater war ein kleiner kaiserlich-königlicher Beamter. Wegen eines bedeutungslosen Vorfalles mit ukrainischen Mitschülern wurde er vom Gymnasium verwiesen und konnte somit weder studieren noch die Laufbahn eines Beamten einschlagen. Er ging nach Lemberg, wo er bald Zutritt zu journalistischen und literarischen Kreisen fand. In der ersten Phase seines literarischen Schaffens war Łoziński noch ganz der Tradition der polnischen Romantik verhaftet. Später knüpfte er an die Tradition der polnischen Befreiungsliteratur an, wobei er auch sein Interesse für das Schicksal der Landbevölkerung entdeckte.
Anfang Januar 1861 duellierte er sich mit einem Journalistenkollegen und wurde dabei schwer verwundet. Er verstarb einige Wochen später an den Folgen seiner Verletzung. Walery Łoziński ist in Lemberg auf dem Lytschakiwski-Friedhof begraben.